# Italické jazyky
Italické jazyky je skupina mrtvých kentumových indoevropských jazyků, kterými se ve starověku mluvilo na Apeninském poloostrově. Nejznámějším italickým jazykem byla latina, kterou zřejmě hovořili Italikové a později Římané a z níž se později vyvinuly dnešní románské jazyky.

## Dělení
- osko-umberské jazyky
  - oskičtina
  - umberské jazyky
    - umberština
    - volština
    - ekvijština
    - marsijština

  - jihopicénština
- latinsko-faliské jazyky
  - faliština
  - latina
    - románské jazyky